# Robyn Mason Dawes
Robyn Mason Dawes (23 luglio 1936 – 14 dicembre 2010) è stato uno psicologo e saggista statunitense.
Gli ambiti di ricerca a cui si è interessato includono la cooperazione, l'irrazionalità e i regolamenti relativi all'AIDS negli Stati Uniti. È stato il coautore di un libro di testo sulla psicologia matematica.
Dawes ha acquisito un B.A. in filosofia all'Università Harvard nel 1958 ed un master in psicologia clinica all'Università del Michigan nel 1960. Nel 1963 ha acquisito, sempre nell'Università del Michigan, il dottorato in psicologia matematica. Successivamente ha lavotato presso l'Università dell'Oregon, dove è stato capo dipartimento per cinque anni, e nell'Oregon Research Institute.
Nel 1985, Dawes si unì al dipartimento di Social and Decision Sciences (SDS) alla Carnegie Mellon University, dove ricoprì il ruolo di capo dipartimento per sei anni. 
Nel 1990 è stato premiato con il William James Award dall'American Psychological Association per il libro Rational Choice in an Uncertain World, di cui è coautore insieme a Reid Hastie.
È fellow della American Academy of Arts and Sciences e membro del comitato sulla ricerca sull'AIDS del Consiglio Nazionale delle Ricerche statunitense. Nel 2006 Dawes è stato eletto Fellow dell American Statistical Association.
Attualmente è docente di psicologia alla Charles J. Queenan, Jr. University.
È stato membro del comitato etico dell'American Psychological Association

## Pubblicazioni
- Reid Hastie, Robyn Dawes, Rational Choice in an Uncertain World: The Psychology of Judgment and Decision Making, Sage Publications, Inc, 2001, ISBN 0-7619-2275-X.
- Robyn Dawes, Everyday Irrationality: How Pseudoscientists, Lunatics, and the Rest of Us Fail to Think Rationally, Westview Press, 2003.
- Robyn Dawes, House of Cards: Psychology and Psychotherapy Built on Myth, Free Press, 1996.
- Robyn Dawes, The Fundamentals of Attitude Measurement, John Wiley & Sons, 1974.
- Robyn Dawes, Mathematical Psychology: An Elementary Introduction (with Clyde Coombs and Amos Tversky), Prentice Hall, 1970.